# 1307
| [ Edytuj tabelę ]                          |                                                               |
| Książę Małopolski                          | - 1306 Władysław I Łokietek 1320                              |
| Książę Wielkopolski                        | - 1306 Henryk III głogowski 1309                              |
| Król Albanii                               | - 1301 Filip I 1332                                           |
| Współksiążęta Andory                       | - 1295 Guillem de Montcada 1308 - 1302 Gaston I 1315          |
| Król Angkoru                               | - 1295 Indrawarman III 1307 - 1307 Idradżajawarman 1327       |
| Król Anglii                                | - 1272 Edward I 1307 - 1307 Edward II 1327                    |
| Król Aragonii i Walencji, hrabia Barcelony | - 1291 Jakub II Sprawiedliwy 1327                             |
| Margrabia Brandenburgii                    | - 1267 Otto IV 1308 - 1293 Henryk I 1318 - 1304 Waldemar 1319 |
| Książę Burgundii                           | - 1306 Hugo V 1315                                            |
| Książę Dolnej Bawarii                      | - 1290 Stefan I 1309 - 1290 Otton III 1312                    |
| Książę Górnej Bawarii                      | - 1294 Rudolf I 1317 - 1294 Ludwik III 1340                   |
| Cesarz Bizancjum                           | - 1282 Andronik II Paleolog 1328                              |
| Car Bułgarii                               | - 1300 Teodor Swetosław 1322                                  |
| Cesarz Chin                                | - 1294 Temür Öldżejtü 1307                                    |
| Król Cypru                                 | - 1306 Amalryk z Tyru 1310                                    |
| Król Czech                                 | - 1306 Rudolf III Habsburg 1307 - 1307 Henryk Karyncki 1310   |
| Król Danii                                 | - 1286 Eryk Menved 1319                                       |
| Władca Egiptu                              | - 1299 An-Nasir Muhammad 1309                                 |
| Cesarz Etiopii                             | - 1299 Uyddym Raad 1314                                       |
| Król Francji                               | - 1285 Filip IV Piękny 1314                                   |
| Hrabia Holandii                            | - 1304 Wilhelm III 1337                                       |
| Cesarz Japonii                             | - 1301 Go-Nijō 1308                                           |
| Kalif                                      | - 1302 Al-Mustakfi I 1340                                     |
| Król Kastylii i Leónu                      | - 1295 Ferdynand IV Pozwany 1312                              |
| Patriarcha Konstantynopola                 | - 1303 Atanazy I 1309                                         |
| Władca Korei                               | - 1274 Ch’ungnyŏl 1308                                        |
| Wielki książę litewski                     | - 1295 Witenes 1316                                           |
| Cesarz Majapahitu                          | - 1293 Raden Wijaya 1309                                      |
| Sułtan Maroka                              | - 1286 Abu Jakub Jusuf 1307 - 1307 Abu Sabit 1308             |
| Książę Moskwy                              | - 1303 Jerzy Daniłowicz 1325                                  |
| Król Nawarry                               | - 1305 Ludwik I 1316                                          |
| Król Norwegii                              | - 1299 Haakon V Długonogi 1319                                |
| Hrabia Palatynatu                          | - 1294 Rudolf I Wittelsbach 1317                              |
| Papież                                     | - 1305 Klemens V 1314                                         |
| Król Portugalii                            | - 1279 Dionizy I 1325                                         |
| Sułtan Rumu                                | - 1303 Masud II 1307 - 1307 Masud III 1307                    |
| Książę Rusi halickiej                      | - 1300 Jerzy I 1308                                           |
| Cesarz Rzymski (niemiecki)                 | - 1298 Albrecht I Habsburg 1308                               |
| Książę Saksonii                            | - 1298 Rudolf I 1356                                          |
| Król Serbii                                | - 1282 Stefan Urosz II 1321                                   |
| Król Szkocji                               | - 1306 Robert I 1329                                          |
| Król Szwecji                               | - 1290 Birger I Magnusson 1318                                |
| Sułtan Turków                              | - 1299 Osman I 1324                                           |
| Doża Wenecji                               | - 1289 Pietro Gradenigo 1311                                  |
| Król Węgier                                | - 1305 Bela V 1308                                            |
| Wielki mistrz zakonu krzyżackiego          | - 1302 Siegfried von Feuchtwangen 1310                        |

Rok 1307 / MCCCVII
stulecia: XIII wiek ~
XIV wiek ~
XV wiek

lata: 1297 «
1302 «
1303 «
1304 «
1305 «
1306 «
1307
» 1308
» 1309
» 1310
» 1311
» 1312
» 1317

## Wydarzenia w Polsce
- 17 lipca – ród Święców, który sprawował władzę namiestniczą na Pomorzu Gdańskim, ale był odsuwany od wpływów, zdradził księcia Władysława I Łokietka i oddał się pod władzę margrabiów brandenburskich.

## Wydarzenia na świecie
- 13 maja – został zamordowany przez niewolnika sułtan Maroka Abu Jakub Jusuf. Nowym sułtanem został jego wnuk Abu Sabit.
- 31 maja – zwycięstwo Wettynów nad Habsburgami w bitwie pod Lucką.
- 13 października – z rozkazu króla Francji Filipa Pięknego aresztowano wielkiego mistrza i wielu innych członków zakonu templariuszy.
- 18 listopada – według legendy Wilhelm Tell zestrzelił z kuszy jabłko umieszczone na głowie swego syna.
- 22 listopada – papież Klemens V wydał bullę, nakazującą chrześcijańskim władcom aresztowanie i zajmowanie majątków zakonu templariuszy.

## Urodzili się
- 3 stycznia – Otton IV Bawarski, książę (zm. 1334)
- Rudolf II Askańczyk, władca Saksonii-Wittenbergi (zm. 1370).
- Joanna z Évreux, królowa Francji zm. 1371).

## Zmarli
- 10 lutego – Temür Öldżejtü, wielki chan mongolski (ur. 1265)
- 13 maja – Abu Jakub Jusuf, sułtan Maroka (ur. ?)
- 3/4 lipca – Rudolf III Habsburg, król Czech i książę Austrii (ur. 1281)
- 7 lipca – Edward I Długonogi, król Anglii (ur. 1239)
- 1 czerwca – Dolcino, przywódca grupy religijnej Braci Apostolskich (ur. ok. 1250)
- data dzienna nieznana:
  - Oleg Romanowicz, książę briański i czernichowski (ur. ?)